# الیزابت آنتون
الیزابت آنتون (انگلیسی: Elizabeth Anton؛ زادهٔ ۱۲ دسامبر ۱۹۹۸) بازیکن فوتبال اهل نیوزیلند است.
وی همچنین در تیم‌های ملی فوتبال New Zealand women's national under-17 football team, New Zealand women's national under-20 football team، و زنان نیوزیلند بازی کرده‌است.